# Warud
Warud es una ciudad y  municipio situada en el distrito de Amravati en el estado de Maharashtra (India). Su población es de 45482 habitantes (2011). 

## Demografía
Según el censo de 2011 la población de Warud era de 45482 habitantes, de los cuales 23182 eran hombres y 22300 eran mujeres. Warud tiene una tasa media de alfabetización del 91,12%, superior a la media estatal del 82,34%: la alfabetización masculina es del 93,80%, y la alfabetización femenina del 88,37%.